# Armada pulada
 (mai 2023).
Si vous disposez d'ouvrages ou d'articles de référence ou si vous connaissez des sites web de qualité traitant du thème abordé ici, merci de compléter l'article en donnant les références utiles à sa vérifiabilité et en les liant à la section « Notes et références ».
L’armada pulada (litt. "armée sautée", en portugais) est un coup de pied retourné sauté de capoeira qui consiste à faire une armada en sautant.
Ce mouvement très populaire dans les années 1970 a depuis tendance à se raréfier dans les rodas au profit d'autres coups de pied sautés comme l'armada com martelo.
Pour le réaliser, il faut sauter en prenant l'impulsion sur les deux pieds et pivoter en faisant une armada avec la jambe de derrière, tout en pliant l'autre. On atterrit habituellement sur la jambe qui ne frappe pas, mais il arrive parfois qu'on pose l'autre pied en premier.